# James Garner (labdarúgó, 1895)
James Albert Garner (Pendlebury, 1895. július 18. – 1975. május 9.) angol labdarúgó.

## Pályafutása
James Albert Garner Pendleburyben született, Lancashire megyében. Pályafutásáról nem sok adat maradt fenn, a két világháború közti időszakban a Liverpool, a Southport és a New Brighton játékosa volt. Hátvédként futballozott.

## További információ
- LFC History, James Albert Garner profilja